# Heinrich III. (Schwerin)
Heinrich III. (* vor 1298; † 1344) war Graf von Schwerin.
Heinrich III. war der Sohn aus dritter Ehe von Helmold III. Er regierte nach dem Tod seines Bruders 1307 bis zu seinem eigenen Tod 1344. Die letzte urkundliche Erwähnung von Heinrich III. erfolgte am  7. Juni 1344. Am 16. Dezember 1344 lebte er nachweislich nicht mehr.  Verheiratet war Heinrich mit Elisabeth († nach 1340), der Tochter des Grafen Adolf VI. von Holstein-Schauenburg († 13. Mai 1315), welche er 1316 ehelichte. Kinder werden namentlich nicht genannt.
Sein Nachfolger wurde sein Großneffe Otto I., Sohn von Gunzelin VI.